# Батинь
Батинь (пол. Batyń) — село в Польщі, у гміні Ромбіно Свідвинського повіту Західнопоморського воєводства.
Населення — 234 особи (2011).
У 1975-1998 роках село належало до Кошалінського воєводства.

## Демографія
Демографічна структура станом на 31 березня 2011 року:
|          | Загалом | Допрацездатний вік | Працездатний вік | Постпрацездатний вік |
| -------- | ------- | ------------------ | ---------------- | -------------------- |
| Чоловіки | 121     | 34                 | 77               | 10                   |
| Жінки    | 113     | 22                 | 58               | 33                   |
| Разом    | 234     | 56                 | 135              | 43                   |